# Sabotaje

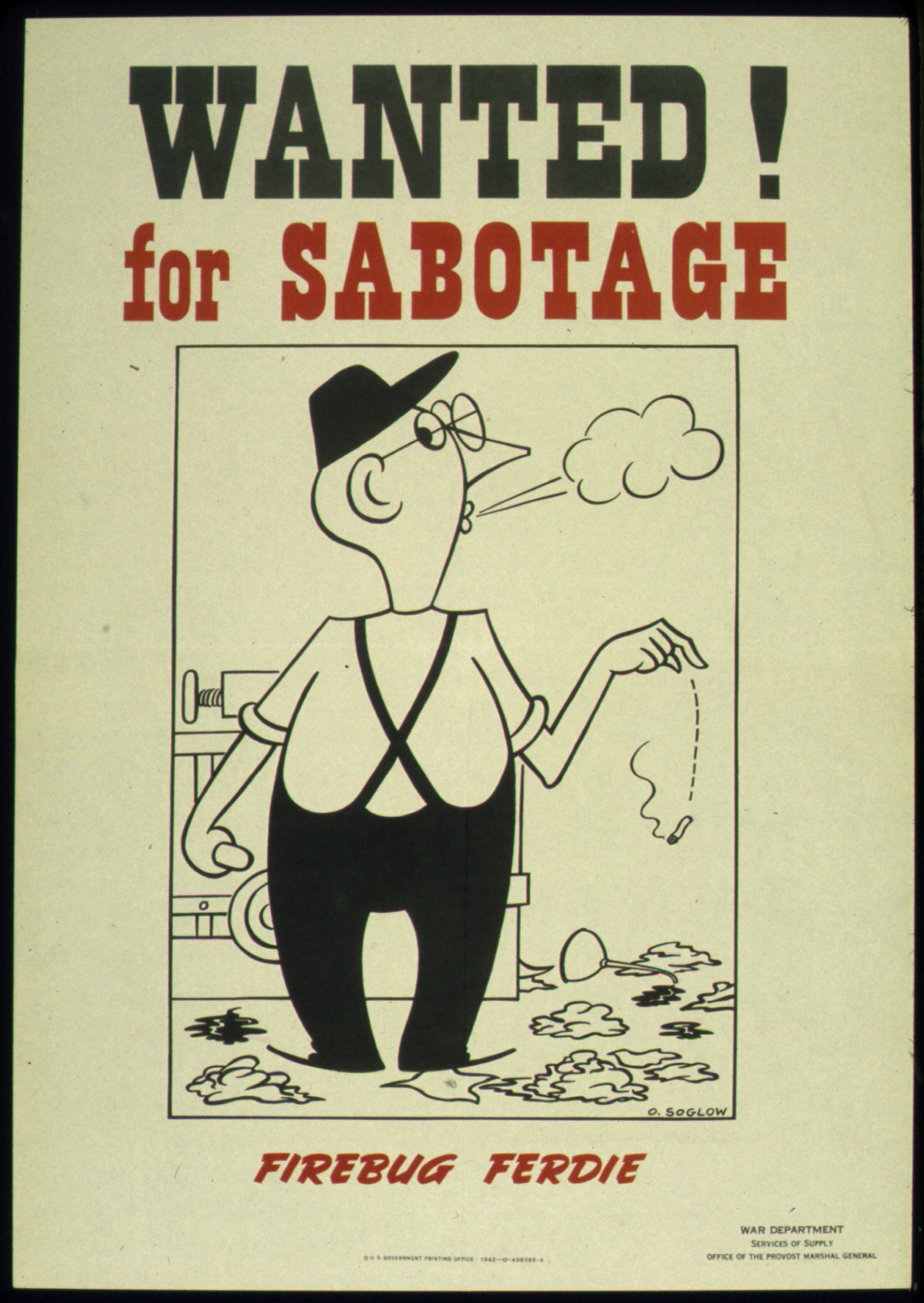
Observen este dibujo: Se puede ver que el sujeto es buscado por sabotaje. ¿Por qué por sabotaje? Quizá porque arrojó a propósito un cigarrillo sobre la basura, para producir intencionalmente un incendio. En otras palabras, intervino, se entrometió, saboteó un asunto ajeno.

El sabotaje (del francés sabotage, 'fabricar zapatos; colocar rieles; sabotear') es un proceso por el cual se realiza una modificación, destrucción, obstrucción o cualquier intervención en una operación ajena, con el propósito de obtener algún beneficio para uno mismo o un perjuicio intencionado.

## Como táctica de guerra

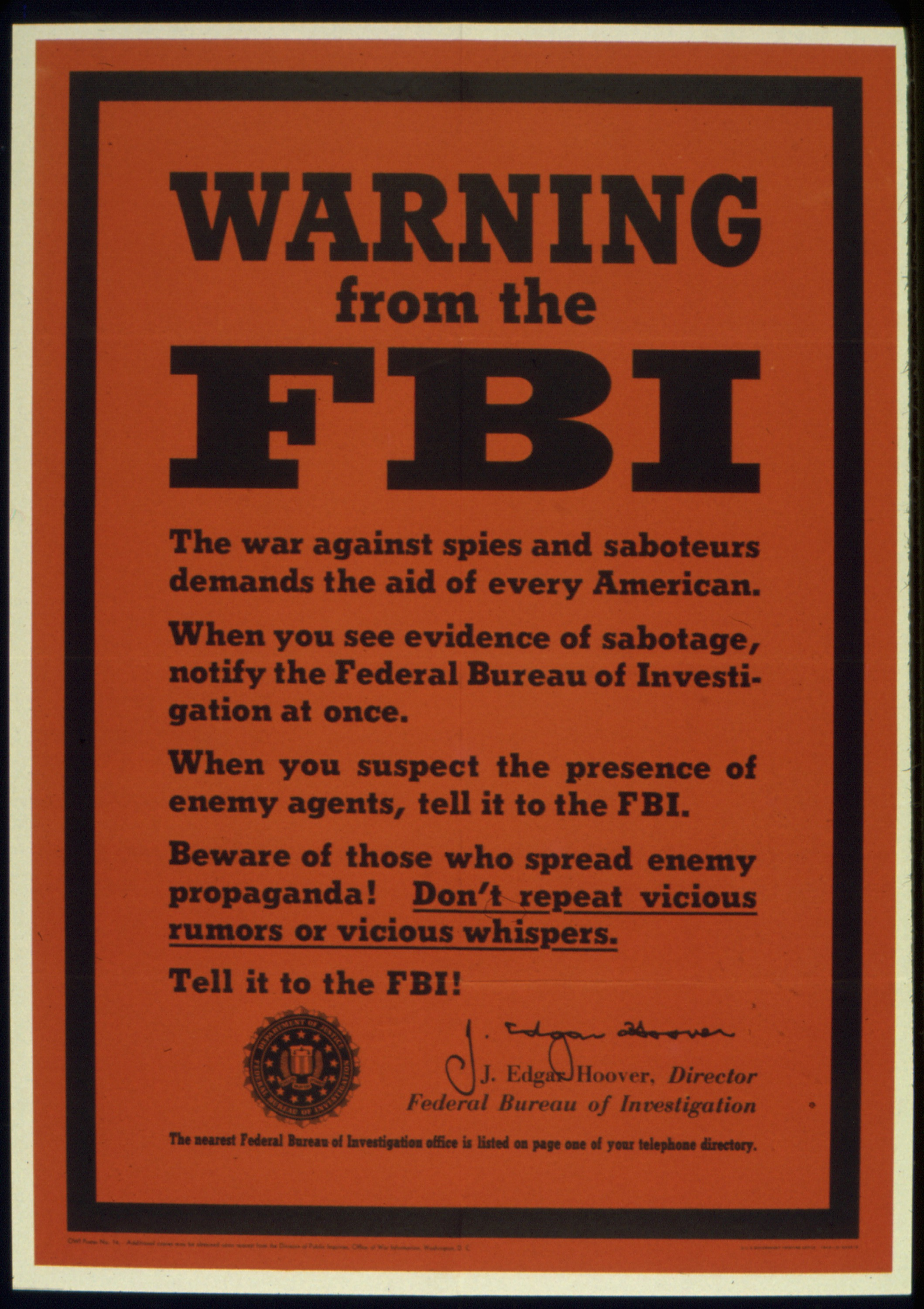
Segunda Guerra Mundial cartel de advertencia de los Estados Unidos.

En la guerra, la palabra se utiliza para describir la actividad de un individuo o grupo no asociado con el ejército de las partes en guerra, como un agente extranjero o un partidario autóctono, en particular cuando las acciones tienen como resultado la destrucción o el daño de una instalación productiva o vital, como equipos, fábricas, presas, servicios públicos, plantas de almacenamiento o rutas logísticas. Ejemplos destacados de este tipo de sabotaje son los sucesos de la Black Tom y la Explosión de Kingsland. Al igual que los espías, los saboteadores que llevan a cabo una operación militar vestidos de civil o con uniformes enemigos tras las líneas enemigas están sujetos a enjuiciamiento y sanciones penales en lugar de ser detenidos como prisioneros de guerra.Es habitual que un gobierno en el poder durante la guerra o los partidarios de la política bélica utilicen el término en sentido amplio contra los opositores a la guerra. De forma similar, los nacionalistas alemanes hablaban de una puñalada trapera que les había costado la pérdida de la Primera Guerra Mundial.
Una forma moderna de sabotaje es la distribución de software destinado a dañar sistemas industriales específicos. Por ejemplo, se alega que la Agencia Central de Inteligencia estadounidense (CIA) saboteó un oleoducto siberiano durante la Guerra Fría, utilizando información del Dossier Farewell.   Un caso más reciente puede ser el Stuxnet gusano informático, que fue diseñado para infectar y dañar sutilmente tipos específicos de equipos industriales. Basándose en los equipos atacados y en la ubicación de las máquinas infectadas, los expertos en seguridad creen que se trataba de un ataque contra el programa nuclear iraní por parte de Estados Unidos o Israel.
El sabotaje, bien hecho, es intrínsecamente difícil de detectar y de rastrear hasta su origen. Durante la Segunda Guerra Mundial, la Oficina Federal de Investigación estadounidense (FBI) investigó 19.649 casos de sabotaje y concluyó que el enemigo no había causado ninguno de ellos.
El sabotaje en la guerra, según el manual de la Oficina de Servicios Estratégicos (OSS), varía desde actos de golpe de estado altamente técnicos que requieren una planificación detallada y operativos especialmente entrenados, hasta innumerables actos sencillos que pueden realizar ciudadanos-saboteadores corrientes. El sabotaje simple se lleva a cabo de forma que implique un peligro mínimo de lesiones, detección y represalias. Existen dos métodos principales de sabotaje: la destrucción física y el "elemento humano". Mientras que la destrucción física como método se explica por sí misma, sus objetivos son matizados, reflejando objetos a los que el saboteador tiene acceso normal y discreto en la vida cotidiana. El "elemento humano" se basa en las oportunidades universales de tomar decisiones erróneas, adoptar una actitud no cooperativa e inducir a otros a seguir su ejemplo.
Hay muchos ejemplos de sabotaje físico en tiempos de guerra. Sin embargo, uno de los usos más eficaces del sabotaje es contra las organizaciones. El manual de la OSS proporciona numerosas técnicas bajo el título "Interferencia general con las organizaciones y la producción":
- Cuando sea posible, remita todos los asuntos a las comisiones para su "estudio y consideración ulteriores". Intentar que los comités sean lo más numerosos posible, nunca menos de cinco.
- Plantear cuestiones irrelevantes con la mayor frecuencia posible.
- Regatear sobre la redacción exacta de las comunicaciones, actas y resoluciones.
- Al asignar tareas, firmar siempre primero los trabajos sin importancia, asignar los trabajos importantes a trabajadores ineficaces con máquinas deficientes.
- Insistir en el trabajo perfecto en productos relativamente poco importantes; devolver para su reacabado los que tengan el menor defecto.  Aprobar otras piezas defectuosas cuyos defectos no sean visibles a simple vista.
- Para bajar la moral, y con ella la producción, ser agradable con los trabajadores ineficientes; darles ascensos inmerecidos.  Discriminar a los trabajadores eficientes; quejarse injustamente de su trabajo.
- Celebrar reuniones cuando hay trabajo más crítico por hacer.
- Multiplique los procedimientos y autorizaciones para emitir instrucciones, cheques de pago, etcétera.  Procurar que varias personas tengan que aprobar todo donde lo haría una sola.
- Difundir rumores inquietantes que suenen a información privilegiada.

De la sección titulada "Dispositivos generales para bajar la moral y crear confusión" viene el siguiente consejo de sabotaje simple por excelencia: "Actúa como un estúpido". 

### Valor del sabotaje simple en tiempos de guerra
La Oficina de Servicios Estratégicos de los Estados Unidos, más tarde rebautizada CIA, señaló el valor específico en cometer sabotaje simple contra el enemigo en tiempo de guerra: "... rajar neumáticos, vaciar tanques de combustible, provocar incendios, iniciar discusiones, actuar estúpidamente, cortocircuitar sistemas eléctricos, desgastar piezas de máquinas desperdiciará materiales, mano de obra y tiempo". Para subrayar la importancia del sabotaje simple a gran escala, escribieron: "La práctica generalizada del sabotaje simple acosará y desmoralizará a los administradores y policías enemigos."  La OSS también se centró en la batalla por los corazones y las mentes en tiempos de guerra; "la propia práctica del simple sabotaje por parte de los nativos en territorio enemigo u ocupado puede hacer que estos individuos se identifiquen activamente con el Naciones Unidas. War effort, and encourage them to assist openly in periods of Allied invasion and occupation."

### En la Primera Guerra Mundial
El 30 de julio de 1916, se produjo la explosión de Black Tom cuando agentes alemanes prendieron fuego a un complejo de almacenes y barcos en Jersey City, Nueva Jersey que contenía municiones, combustible y explosivos destinados a ayudar a los Aliados en su lucha.
El 11 de enero de 1917, Fiodore Wozniak, utilizando un trapo saturado de fósforo o un lápiz incendiario suministrado por agentes de sabotaje alemanes, prendió fuego a su banco de trabajo en una planta de ensamblaje de municiones cerca de Lyndhurst, Nueva Jersey, provocando un incendio de cuatro horas que destruyó medio millón de proyectiles explosivos de 3 pulgadas y destrozó la planta por unos daños estimados en 17 millones de dólares. La implicación de Wozniak no se descubrió hasta 1927.
El 12 de febrero de 1917, Beduinos aliados con los británicos destruyeron un ferrocarril turco cerca del puerto de Wajh, descarrilando una locomotora turca. Los beduinos viajaron en camello y utilizaron explosivos para demoler una parte de la vía.

### Después de la Primera Guerra Mundial

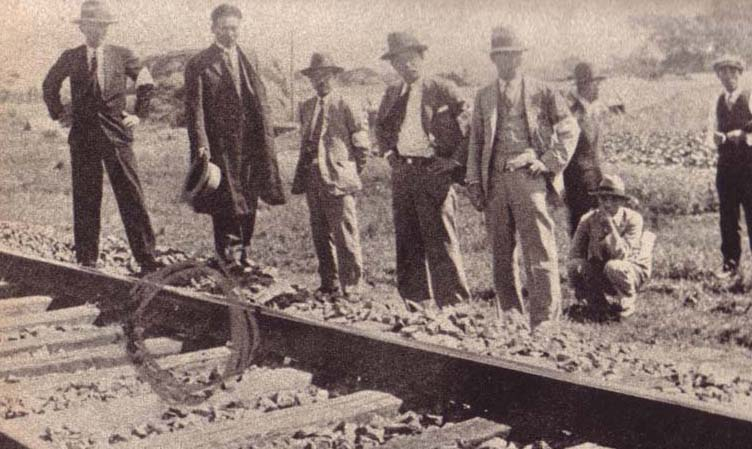
Japoneses expertos inspeccionan la escena del "sabotaje ferroviario" en el Ferrocarril del Sur de Manchuria en 1931

El "sabotaje ferroviario" fue uno de los acontecimientos que condujeron al Incidente de Mukden y a la ocupación japonesa de Manchuria.
En Irlanda, el Irish Republican Army (IRA) utilizó el sabotaje contra los británicos tras el levantamiento de Pascua de 1916. El IRA puso en peligro las líneas de comunicación y de transporte y los suministros de combustible. El IRA también empleó el sabotaje pasivo, con trabajadores portuarios y ferroviarios que se negaban a trabajar en barcos y vagones utilizados por el gobierno. En 1920, agentes del IRA provocaron incendios contra al menos quince almacenes británicos en Liverpool. Al año siguiente, el IRA volvió a prender fuego a numerosos objetivos británicos, incluida la Aduana de Dublín, esta vez saboteando la mayoría de los camiones de bomberos de Liverpool en los depósitos antes de encender las cerillas.

## Como acción industrial

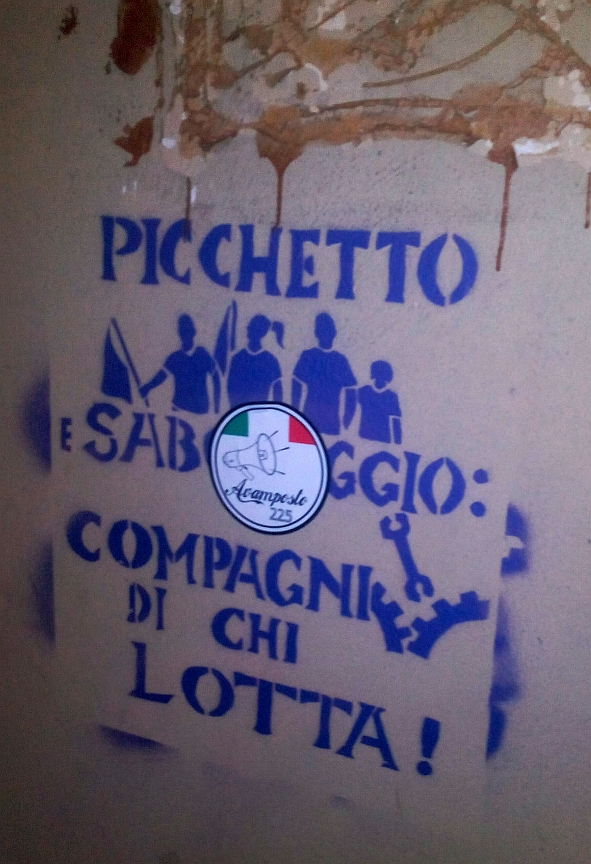
Plantilla no autorizada que insta al sabotaje y a los piquetes.

En los inicios de la Revolución Industrial, los trabajadores cualificados, como los luditas (1811-1812), utilizaban el sabotaje como medio de negociación en los conflictos laborales.
Los sindicatos como la Industrial Workers of the World (IWW) han abogado por el sabotaje como medio de autodefensa y acción directa contra las condiciones de trabajo injustas.
La IWW se formó en parte por la filosofía del sindicalismo industrial de Big Bill Haywood, y en 1910 Haywood estuvo expuesto al sabotaje mientras recorría Europa:
La experiencia que tuvo el impacto más duradero en Haywood fue presenciar una huelga general en los ferrocarriles franceses. Cansados de esperar a que el parlamento atendiera sus demandas, los trabajadores ferroviarios abandonaron sus puestos de trabajo en todo el país. El gobierno francés respondió alistando a los huelguistas en el ejército y ordenándoles que volvieran al trabajo. Impertérritos, los trabajadores llevaron su huelga al trabajo. De repente, parece que no pueden hacer nada bien. Los productos perecederos permanecen durante semanas, desviados y olvidados. La carga con destino a París se desvía a Lyon o Marsella. Esta táctica -los franceses la llamaban "sabotaje"- hizo que los huelguistas consiguieran sus reivindicaciones e impresionó a Bill Haywood.

Para la IWW, el significado de sabotaje se amplió para incluir el uso original del término: cualquier retirada de eficiencia, incluyendo la ralentización, la huelga, huelga de celo (o trabajo a reglamento), o la chapuza creativa de las asignaciones de trabajo.

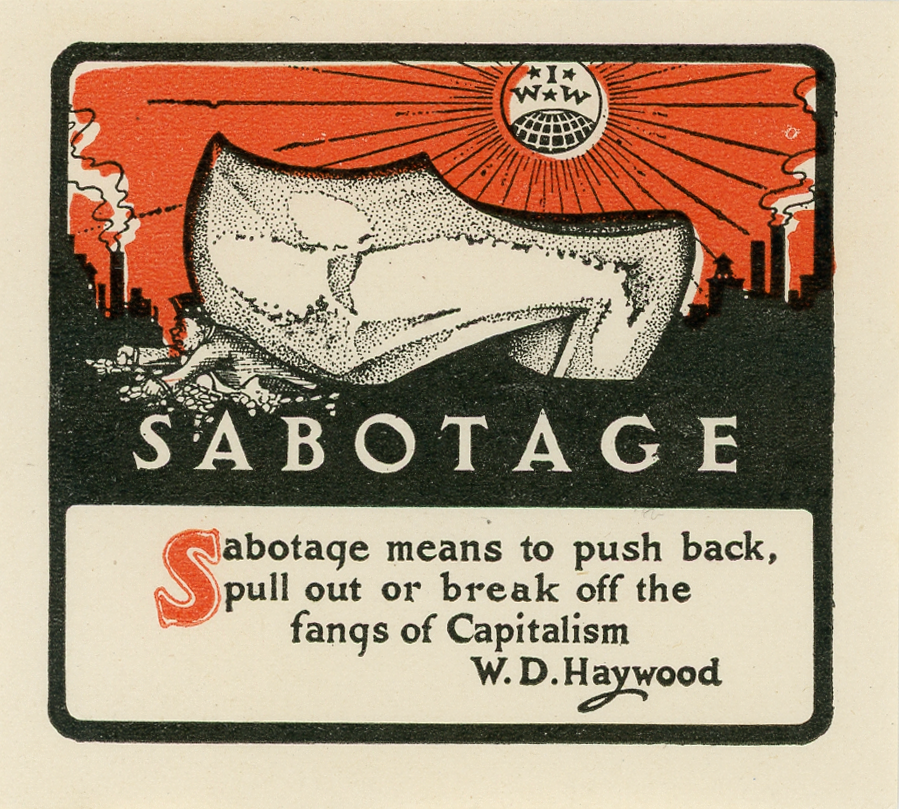
Industrial Workers of the World "stickerette" o "agitador silencioso".

Uno de los ejemplos más graves se produjo en las obras de construcción de la Estación generadora de Robert-Bourassa en 1974, en Québec (Canadá), cuando los trabajadores utilizaron bulldozers para derribar generadores eléctricos, dañar los depósitos de combustible e incendiar los edificios.  El proyecto se retrasó un año y el coste directo de los daños se estimó en 2 millones de dólares canadienses. Las causas no estaban claras, pero se han citado tres posibles factores: la rivalidad intersindical, las malas condiciones de trabajo y la arrogancia percibida de los ejecutivos estadounidenses del contratista, Bechtel. Corporation.

## Ejemplos
Se entiende como sabotaje a cualquier acción entrometida en asuntos ajenos. Estos sabotajes son realizados por personas que buscan beneficiarse a sí mismas o impedir algo. Ejemplos:

### Modificaciones
Una financiera entrega un millón de dólares a una empresa, y un bandido se las ingenia para darles a la financiera SU cuenta bancaria en vez de la de la empresa, recibiendo él todo el dinero, robándolo. Aquí se dice que modificó, es decir, saboteó, la operación para robar ese dinero.

### Destrucción
En medio de un conflicto militar entre dos países, supongamos, un soldado se hace pasar por un tripulante del barco enemigo, llegando así hasta dicha embarcación para destruirla con un arma. En este caso, el soldado saboteó la navegación.

### Obstrucción
En ocasiones, el sabotaje es utilizado para echarle la culpa a personas ajenas. Ejemplo: un hombre que tiene un diamante lo coloca en el bolsillo de la persona que quiere meter en problemas, sin que ella se percate, para cuando encuentran el diamante esté en dicha persona, dando la idea de que fue ella quien lo robó o lo tiene ilegalmente. Aquí se observa un saboteo para ensuciar a otro.[cita requerida]

## Sabotaje Informático
El término sabotaje informático comprende todas aquellas conductas dirigidas a eliminar o modificar funciones o datos en una computadora sin autorización, para obstaculizar su correcto funcionamiento, es decir, causar daños en el hardware o en el software de un sistema. Los métodos utilizados para causar destrozos en los sistemas informáticos son de índole muy variada y han ido evolucionando hacia técnicas cada vez más sofisticadas y de difícil detección.

## Marco legal en Chile
En Chile existe solo una ley vigente hasta la fecha que regula materias relativas a los delitos informáticos, esta es la ley 19.223, la cual solo está compuesta de cuatro artículos:
Artículo 1.º.- El que maliciosamente destruya o inutilice un sistema de tratamiento de información o sus partes o componentes, o impida, obstaculice o modifique su funcionamiento, sufrirá la pena de presidio menor en su grado medio a máximo. 
Si como consecuencia de estas conductas se afectaren los datos contenidos en el sistema, se aplicará la pena señalada en el inciso anterior, en su grado máximo.
Artículo 2.º.- El que con el ánimo de apoderarse, usar o conocer indebidamente la información contenida en un sistema de tratamiento de la misma, lo intercepte, interfiera o acceda a él, será castigado con presidio menor en su grado mínimo a medio.
Artículo 3.º.- El que maliciosamente altere, dañe o destruya los datos contenidos en un sistema de tratamiento de información, será castigado con presidio menor en su grado medio.
Artículo 4.º.- El que maliciosamente revele o difunda los datos contenidos en un sistema de información, sufrirá la pena de presidio menor en su grado medio. Si quien incurre en estas conductas es el responsable del sistema de información, la pena se aumentará en un grado.

## Marco legal en México
En México, el Código Penal Federal tipifica a este delito en su artículo 140, el cual señala
Artículo 140
Se impondrá pena de dos a veinte años de prisión y multa de mil a cincuenta mil pesos, al que dañe, destruya, perjudique o ilícitamente entorpezca vías de comunicación, servicios públicos, funciones de las dependencias del Estado, organismos públicos descentralizados, empresas de participación estatal, órganos constitucionales autónomos o sus instalaciones; plantas siderúrgicas, eléctricas o de las industrias básicas; centros de producción o distribución de artículos de consumo necesarios de armas, municiones o implementos bélicos, con el fin de trastornar la vida económica del país o afectar su capacidad de defensa.
Se aplicará pena de seis meses a cinco años de prisión y multa hasta de cinco mil pesos, al que teniendo conocimiento de las actividades de un saboteador y de su identidad, no lo haga saber a las autoridades.
Las sanciones a que se refiere el primer párrafo de este artículo se aumentarán hasta en una mitad, cuando los actos de sabotaje se realicen en los ductos, equipos, instalaciones o activos, de asignatarios, contratistas, permisionarios o distribuidores a que se refiere la Ley Federal para Prevenir y Sancionar los Delitos Cometidos en Materia de Hidrocarburos. 
La última modificación a este ordenamiento penal fue publicada en el Diario Oficial de la Federación del 24 de enero del 2020